# Cadena de Pulvermacher

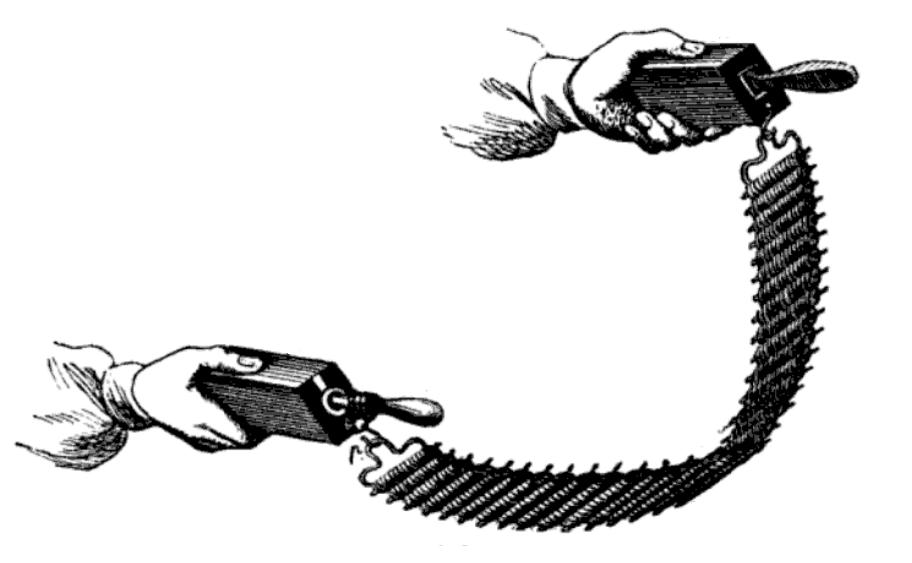
Fig. 1. Cadena de Pulvermacher. Las asas que apuntan hacia fuera del soporte están aisladas para que el médico pueda poner el dispositivo en contacto con cualquier parte del cuerpo del paciente de forma segura.

La cadena de Pulvermacher, o más concretamente, la cadena hidroeléctrica Pulvermacher, era un tipo de batería voltaica que se comercializó en la segunda mitad del siglo XIX para aplicaciones médicas. Su principal mercado eran los numerosos curanderos que aprovechaban la popularidad del relativamente nuevo tratamiento de la electroterapia, o "electrificación", como se conocía entonces.  Su punto fuerte era su construcción a partir de numerosas celdas conectadas entre sí, lo que la hacía mecánicamente flexible.  Una variante destinada a llevarse envuelta alrededor de partes del cuerpo durante largos periodos de tiempo se conocía como cadena galvánica o cinturón eléctrico de Pulvermacher.
La empresa Pulvermacher suscitó un gran antagonismo por parte de la comunidad médica debido al uso sin permiso de los nombres de médicos de renombre en su publicidad.  La naturaleza de su negocio, que consistía en vender a charlatanes y promover prácticas fraudulentas, también les hizo impopulares entre la comunidad médica. A pesar de ello, la cadena Pulvermacher fue ampliamente reconocida como una fuente útil de electricidad para fines médicos y científicos, incluso entre los críticos más acérrimos de la empresa Pulvermacher.

## Construcción

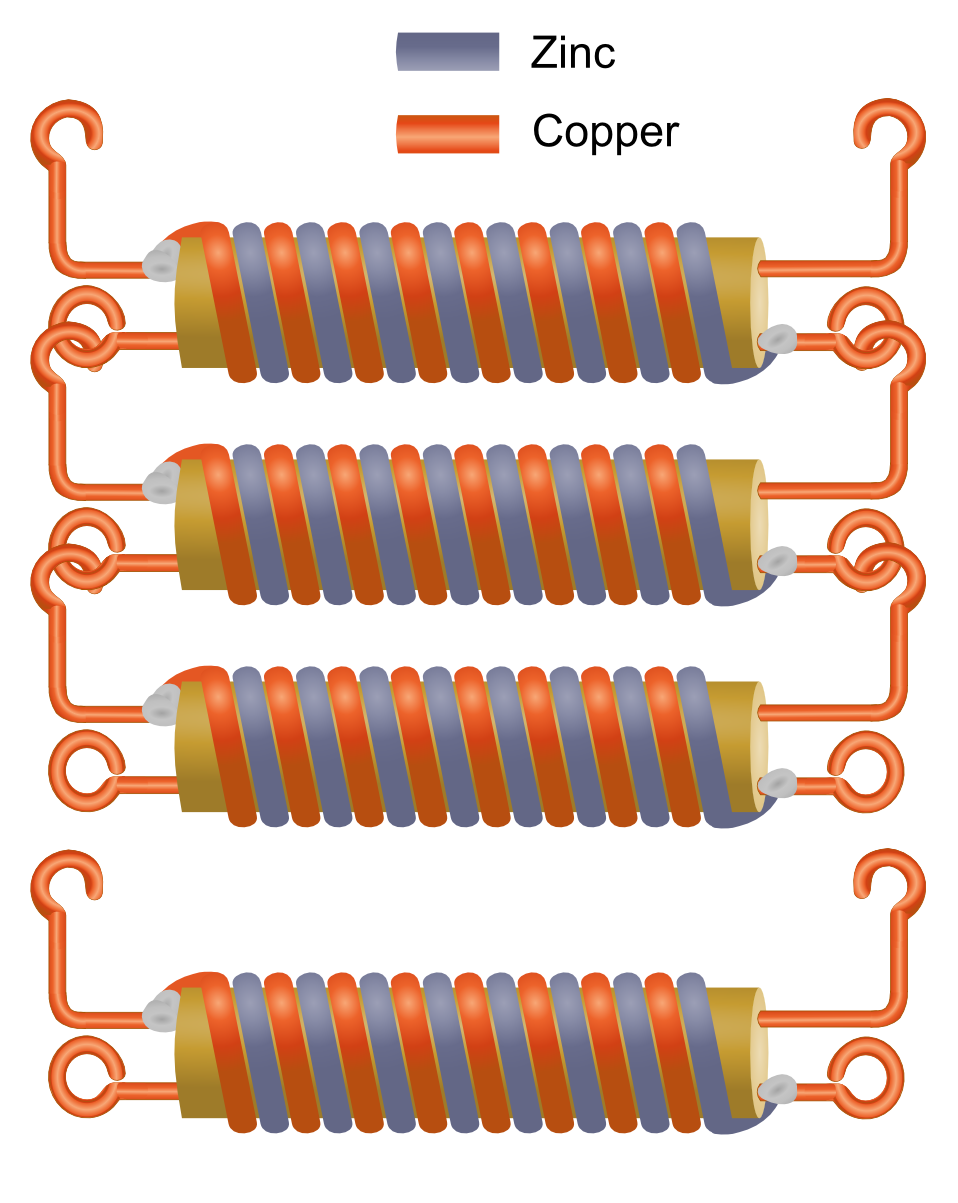
Fig. 2. Celdas de la cadena que muestran detalles del método para unirlas.

El funcionamiento eléctrico de la máquina era similar al de una pila voltaica, pero su construcción era completamente diferente. Los electrodos eran de cobre para el cátodo y de zinc para el ánodo, y el electrolito consistía en vinagre u otro ácido débil, o una solución salina.
Cada celda consistía en una clavija de madera con un bobinado bifilar de cables de cobre y zinc. Las clavijas tenían ranuras helicoidales, como la rosca de un tornillo, para colocar los cables en la posición exacta. Esto permitía colocar los cables de cobre y zinc muy cerca unos de otros sin que entraran en contacto eléctrico. No se podían utilizar cables aislados, ya que esto interferiría con el funcionamiento del electrolito. Se insertaban cables de cobre en los extremos de las clavijas, a las que se soldaban los bobinados de cobre y zinc. Estos cables extremos se unían o se formaban en ganchos y ojales para unirlos a otras celdas. Esta disposición se muestra en la figura 2. Estas uniones proporcionaban las conexiones eléctricas, así como los enlaces mecánicos.

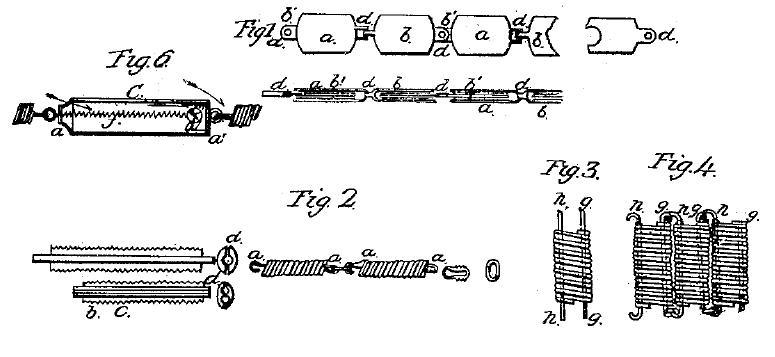
Fig. 3. Detalles de los eslabones de la cadena de la patente de Pulvermacher. La figura 1 de Pulvermacher es una pila de cadena hecha de pilas más convencionales con placas planas. La figura 2 es la cadena de Pulvermacher unida de extremo a extremo con las espigas acanaladas que se muestran a la izquierda. Las figuras 3 y 4 muestran respectivamente un eslabón y una cadena con las celdas unidas lado a lado. La figura 6 es el eslabón interruptor de Pulvermacher.

Cada celda se conectaba a la siguiente uniendo el bobinado de cobre de una con el bobinado de zinc de la siguiente, y así sucesivamente. Las celdas podían conectarse de extremo a extremo o, para un montaje más compacto, una al lado de la otra, a modo de eslabones de una cadena. El voltaje suministrado por el conjunto se controlaba mediante el número de eslabones incorporados y podía llegar a ser bastante alto, aunque la corriente disponible no fuera superior a la de una sola celda (para aumentar la corriente, era necesario aumentar el tamaño de las celdas). La descarga que proporcionaban estas cadenas se describía como "fuerte" en el caso de una cadena de 120 eslabones y como "aguda" en el caso de otra de 50 eslabones.
Antes de su uso, la cadena se sumergía en vinagre para que el electrolito fuera absorbido por las clavijas de madera. La madera con la que se fabricaban las clavijas se elegía de un tipo muy poroso para maximizar la cantidad de electrolito absorbido. La cadena seguía produciendo voltaje hasta que las clavijas se secaban, momento en el que había que volver a sumergirla. Normalmente, la cadena se cargaba pasándola lentamente por un recipiente con vinagre, como se muestra en la figura 4.
Se podía incluir un eslabón especial en la cadena que incorporaba un circuito interruptor. El propósito del interruptor es conectar y desconectar rápidamente el circuito para que la corriente normalmente constante de la batería se convierta en una corriente que varía rápidamente. La práctica habitual en el uso de baterías eléctricas médicas era alimentar la salida del interruptor a una bobina de inducción para aumentar el voltaje aplicado al paciente mediante la acción del transformador. Sin embargo, en la patente de Pulvermacher no se menciona el uso de bobinas de inducción. La batería de Pulvermacher podía producir grandes voltajes simplemente añadiendo más eslabones a la cadena. Sin embargo, el interruptor seguía teniendo un efecto, ya que una corriente interrumpida produce una sensación de descarga eléctrica más fuerte en el paciente que una corriente constante.Una característica novedosa del interruptor de Pulvermacher era que funcionaba mediante la acción de un resorte vibratorio que se mantenía en movimiento gracias a los movimientos del paciente, sin necesidad de ninguna entrada externa. Los interruptores de la época solían ser accionados manualmente por el médico, aunque ya existían algunos que utilizaban interruptores automáticos electromecánicos.Las versiones posteriores de la cadena de Pulvermacher utilizaban interruptores accionados por un mecanismo de relojería cuya frecuencia de interrupción podía ajustarse para controlar la intensidad de la descarga aplicada al paciente. Este interruptor de relojería se encuentra instalado en la cadena que se muestra en la figura 1. Se da cuerda girando la manivela situada en el extremo izquierdo.
En 1869 apareció una variante de esta cadena. En ella se prescindió de las clavijas de madera y se utilizó en su lugar un tubo hueco de zinc o magnesio. El propio tubo de zinc formaba el ánodo de la pila, y sobre él se enrollaba el cátodo de alambre de cobre o, en otra versión, anillos de placas de cobre. El tubo de zinc y el alambre de cobre se mantenían separados mediante puntadas de hilo. El magnesio no era muy utilizado por los fabricantes de baterías de la época debido a su elevado precio (a diferencia de hoy en día) en comparación con el zinc.Sin embargo, una pila fabricada con magnesio en lugar de zinc produce aproximadamente el doble de voltaje. Y lo que es más importante para Pulvermacher, la pila seguiría produciendo algo de voltaje si se sustituyera el electrolito por agua corriente. Pulvermacher comercializó un tipo de cadena diseñada para llevarse envuelta alrededor de la extremidad que se estaba tratando y que, según se afirmaba, funcionaba con el sudor corporal como electrolito, sin necesidad de cargarla con electrolito de una fuente externa. Pulvermacher también produjo una "versión de bolsillo" más pequeña de la cadena, que tenía menos eslabones que la versión completa de 120 celdas.

## Pulvermacher
Isaac Lewis Pulvermacher fue un físico e inventor que se dedicó inicialmente al telégrafo eléctrico. Publicó por primera vez los detalles de su cadena en agosto de 1850 en alemán y, en el invierno de ese mismo año, viajó a Gran Bretaña para mostrar la máquina a destacados físicos. Durante este viaje visitó Londres y Edimburgo. En su patente estadounidense de 1853, indica que su residencia se encuentra en Breslau, Reino de Prusia.  Sin embargo, antes de esto, había llegado a Gran Bretaña desde Viena y todas las fuentes británicas de la época lo describen como "de Viena".

## Opinión médica

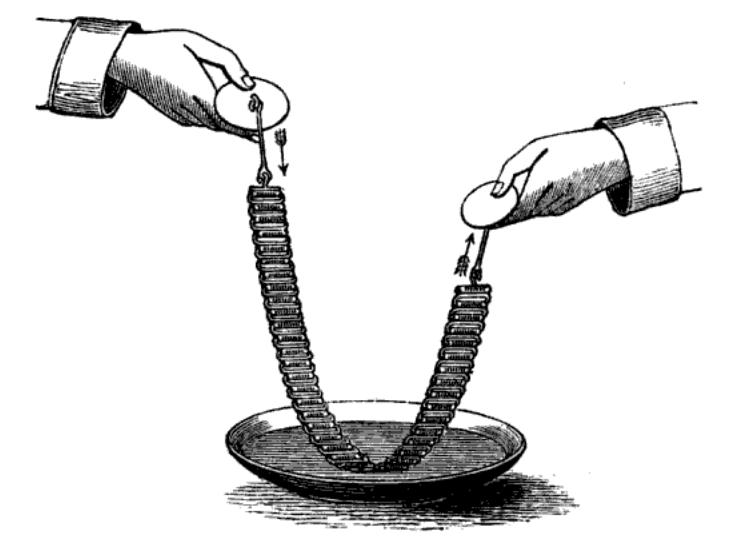
Fig. 4. Carga de la cadena extrayendo lentamente el vinagre.

Al principio, la reacción hacia Pulvermacher fue muy positiva. A principios de 1851, Pulvermacher le dio a Golding Bird, un conocido médico londinense interesado en la electroterapia, una muestra de la máquina para que experimentara con ella. Bird quedó tan impresionado que más tarde le dio a un representante de la empresa Pulvermacher una carta de recomendación para presentarla a los médicos de Edimburgo. Bird pensó que la batería sería una fuente útil de electricidad portátil y podría utilizarse para tratar a pacientes con algunas formas de parálisis en sus hogares. Los equipos contemporáneos no eran muy portátiles y, en el caso de las máquinas de fricción, se necesitaban operadores cualificados para mantenerlas en funcionamiento. En octubre de 1851, Bird consideró que había probado el dispositivo lo suficiente como para dedicarle un artículo elogioso en The Lancet. Pero incluso en esta fase temprana había signos de inquietud. A pesar de escribir el informe favorable en The Lancet, Bird sintió la necesidad de criticar al agente londinense de la empresa Pulvermacher, un tal C. Meinig, por promocionar el dispositivo como una «panacea universal» para casi cualquier dolencia imaginable en los anuncios de la empresa. Bird era un incansable opositor de los curanderos y se apresuró a criticar los tratamientos eléctricos sin base médica, ya que consideraba que eran la razón por la que no se aceptaba profesionalmente su propio trabajo en electroterapia. El mercado de los curanderos era precisamente el sector al que se dirigían las afirmaciones desenfrenadas de la empresa Pulvermacher. Sin embargo, Bird tuvo la amabilidad de excluir específicamente al propio Pulvermacher de la responsabilidad de estas afirmaciones "imprudentemente exageradas".

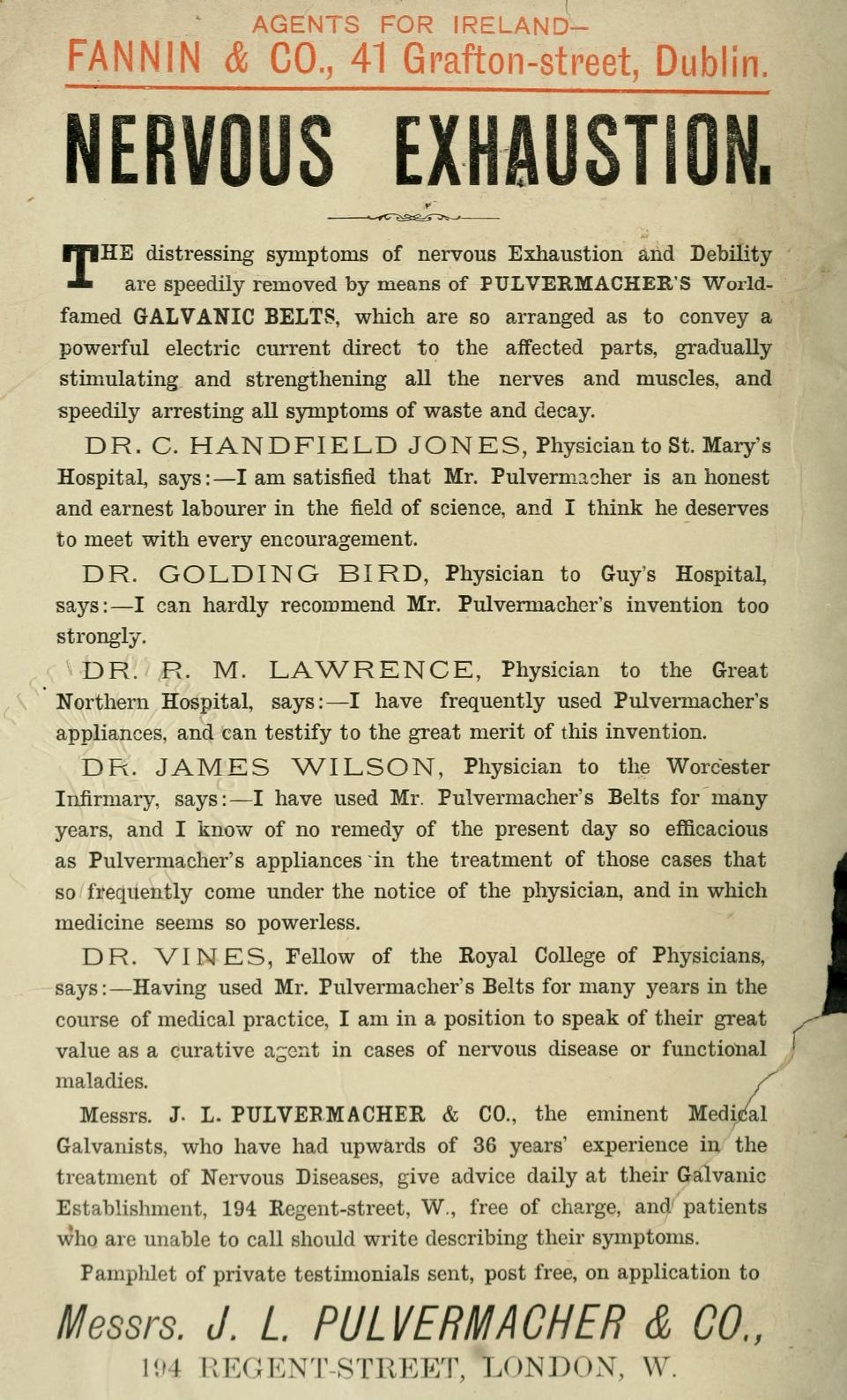
Anuncio de 1886 en el Irish Journal of Medical Science

En abril de 1853, la situación se había vuelto muy tensa. Meinig había estado utilizando extractos del testimonio proporcionado por Bird sin permiso para reforzar las afirmaciones publicitarias de la empresa, en gran parte sin fundamento médico. Bird amenazó con una orden judicial, pero Meinig se negó a desistir e intentó insinuar que Bird se estaba beneficiando de la publicidad. Una campaña de cartas del Dr. McIntyre contra los anuncios de Pulvermacher dio lugar a un intercambio de cartas en la revista Association Medical Journal. Bird dejó claro que solo había recomendado la cadena como una fuente conveniente de electricidad y que no respaldaba ninguno de los supuestos poderes curativos, especialmente aquellos que se suponía que producían resultados instantáneos (un tratamiento típico de electroterapia en aquella época podía durar varios meses). Criticó que algunas de las cadenas que se vendían suministraban una corriente "demasiado débil" para tener algún uso médico y señaló que el procedimiento propuesto de envolver el dispositivo alrededor de la extremidad afectada lo haría inútil, ya que una vía conductora a través de la piel de cada célula impediría que se desarrollara un voltaje útil en los terminales (Pulvermacher incluso sugiere en su patente que el contacto con el cuerpo genera suficiente electricidad para ser eficaz incluso sin electrolito). Esto provocó que la revista retirara los anuncios de Pulvermacher de sus páginas. A la revista Association Medical Journal le siguió rápidamente la revista Medical Times y, con la creciente presión sobre The Lancet para que hiciera lo mismo, esto puso fin al apoyo médico profesional al dispositivo, al menos por el momento.
A pesar de este comienzo poco auspicioso con la profesión médica, la cadena Pulvermacher siguió siendo descrita en revistas y libros científicos y médicos como una herramienta útil a lo largo de los últimos años de la década de 1850 y la década de 1860, llegando incluso a ser mencionada en las actas de la Royal Society. Incluso Bird, en el punto álgido de su disputa con la empresa Pulvermacher, se vio capaz de decir que "la batería de Pulvermacher es una fuente de electricidad ingeniosa y útil...". Aunque fue prohibida en gran parte de la prensa médica, la empresa Pulvermacher no restringió sus afirmaciones publicitarias ni el uso de nombres notables.El Colegio de Dentistas investigó su posible uso como anestésico durante la extracción de dientes, pero no encontró ningún beneficio en el dispositivo, que a menudo aumentaba el dolor. En 1869, la empresa Pulvermacher volvió a ser objeto de debate en la prensa médica cuando se vio envuelta en un proceso judicial. Esta vez, la propia empresa fue víctima de charlatanes cuando su producto fue pirateado con imitaciones de mala calidad, lo que dio lugar al proceso judicial. Esto llevó a Medical Times a examinar la eficacia de la cadena Pulvermacher, poniendo fin a un largo periodo en el que el periódico la había ignorado por considerarla un instrumento charlatán sin valor. El resultado fue una reseña muy positiva sobre el funcionamiento de la cadena y el crítico elogió especialmente su fabricación.

## Competencia y declive

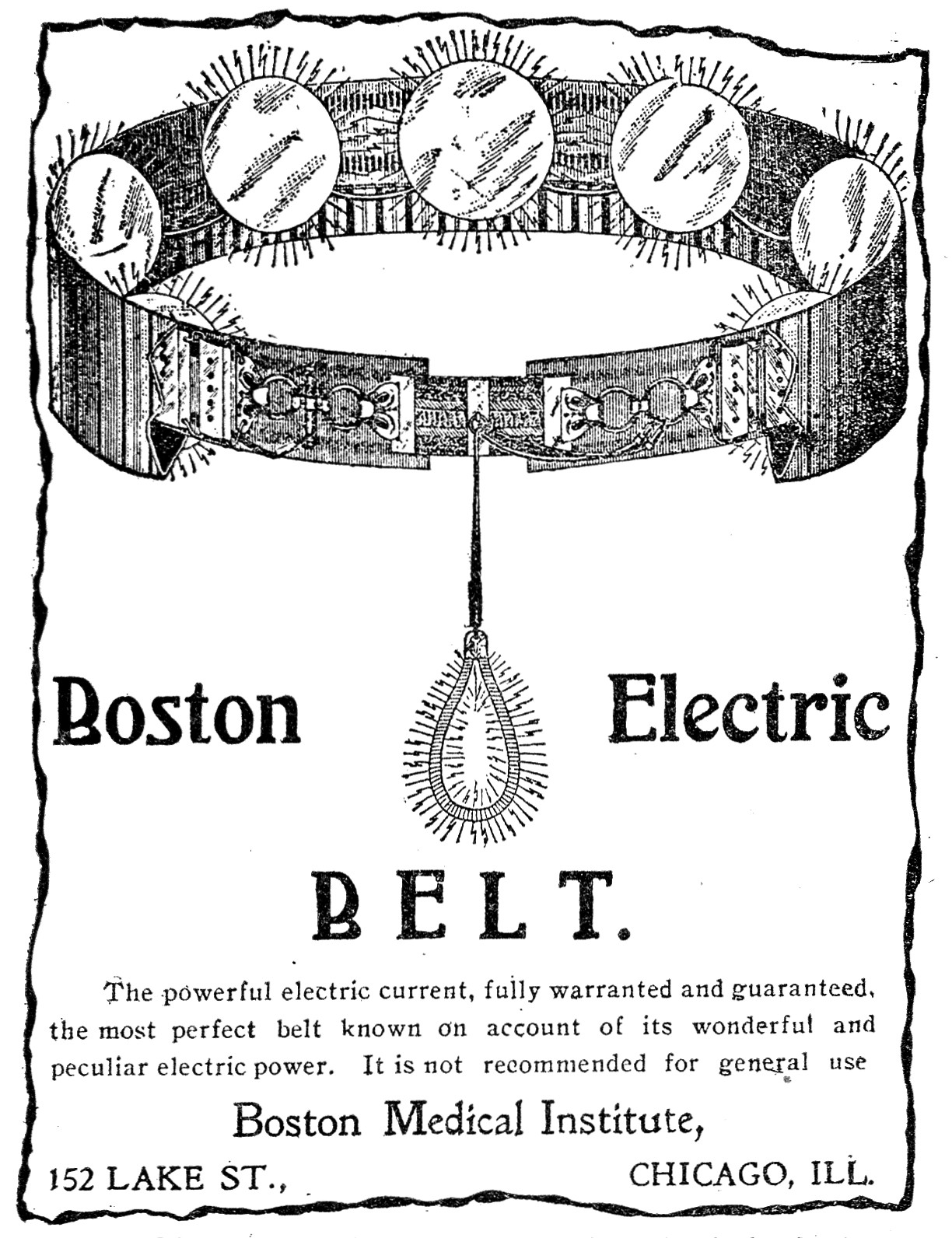
Boston Electric Belt, un competidor

Pulvermacher patentó la batería de cadena en Estados Unidos en 1853. Poco después apareció el cinturón con batería de cadena, o cinturón eléctrico. Los cinturones eléctricos se hicieron muy populares en Estados Unidos, mucho más que en Europa. Esto llevó a que la sede de la empresa se trasladara a Cincinnati en la década de 1880 como Pulvermacher Galvanic Company, aunque siguió llamándose Pulvermacher's of London por el prestigio que le daba su conexión europea. Los primeros modelos tenían que empaparse en vinagre antes de su uso, como en Inglaterra, pero más tarde se introdujeron modelos que funcionaban únicamente por acción galvánica con el sudor corporal. Dado que el dispositivo se vendía esencialmente como un remedio milagroso, solo era necesario generar suficiente electricidad para que el usuario pudiera sentirla, por leve que fuera, y saber que funcionaba.
Se fabricaron cinturones eléctricos para todas las partes imaginables de la anatomía humana: extremidades, abdomen, pecho, cuello... a veces se llevaban todos a la vez. Pulvermacher incluso tenía un modelo diseñado para colocarse en los genitales masculinos en un saco especial que, según se afirmaba, curaba la impotencia y la disfunción eréctil. Pulvermacher promovía la teoría de que la pérdida del "vigor masculino" en la vejez era consecuencia de la masturbación en la juventud y que el suministro limitado de semen, que proporcionaba el vigor, se agotaría antes de tiempo si se desperdiciaba. El dispositivo de Pulvermacher estaba destinado a subsanar esta deficiencia.
La competencia era muy intensa en este lucrativo mercado y los beneficios anunciados se volvían cada vez más extravagantes. Entre los muchos competidores de Pulvermacher en Estados Unidos se encontraban la German Electric Belt Company (con sede en Nueva York), Dr. Crystal's, Dr. Horn's, Addison's, Edson's, Edison's, Owen's y Heidelberg's. Edison's fue fundada por Thomas Edison Junior, cuyo padre era el famoso Thomas Edison. Owen's tenía su sede originalmente en Nueva York, pero se expandió por todo el país hasta que se vio obligada a cerrar por fraude. En Europa también había competidores. La Medical Battery Company de Inglaterra fabricaba un cinturón muy popular. Intentaron (sin éxito) demandar a la revista Electrical Review cuando esta los acusó de charlatanería en 1892. La Iona Company, una empresa con sede en Oregón fundada por Henry Gaylord Wilshire, seguía vendiendo cinturones en 1926 y obteniendo grandes beneficios: 36 000 dólares (639 000 dólares ajustados a la inflación) netos por 2445 cinturones en cinco meses. A finales de la década de 1920, la popularidad del cinturón eléctrico había disminuido considerablemente (pero no el interés del público por otros remedios eléctricos charlatanes) y el mercado científico había pasado hacía tiempo a una tecnología de generación eléctrica mejor que las baterías de cadena. 

## Cultura popular
La cadena Pulvermacher, especialmente en la forma de una que se llevaba en el cuerpo, era muy familiar a finales del siglo XIX y principios del XX y no habría sido necesario explicarla al público. Por ejemplo, hay referencias a ella en la novela Madame Bovary, cuando se describe al personaje Homais, que lleva varias cadenas Pulvermacher, como "más vendado que un escita".